# George Carwardine
George Carwardine (Inglaterra, 1887-Inglaterra 1948) fue un diseñador inglés.

## Reseña biográfica
El ingeniero de automoción George Carwardine, miembro directivo de Carwardine Associates, Bath, se especializó en el diseño de sistemas de suspensión. Perfeccionó sus habilidades en Hortsman Car Company, donde ascendió para convertirse en Jefe de diseño. Luego, en 1924, cuando Hortsmann se metió en dificultades financieras, Carwardine se fue para comenzar su propio negocio, al que llamó Accesorios Cardine.
Más tarde volvió a trabajar con Sydney Hortsmann, pero en 1929 la compañía de automóviles Horstman se declaró en quiebra. Carwardine aprovechó el momento y antes de establecer su propio negocio especializado en el diseño de sistemas de suspensión de vehículos, abrió un taller de jardinería en su casa en Bath y comenzó a trabajar en el diseño que luego se convertiría en su legado. Como ingeniero, las insuficiencias de los productos de iluminación disponibles fueron claras para Carwardine, lo que lo llevó a desarrollar un mecanismo sin fricción que pudiera equilibrar y dirigir la luz a cualquier posición. Básicamente, quería crear una lámpara que fuera tan versátil como un brazo humano: flexibilidad instantánea y, más elusivamente, la capacidad de mantener la posición elegida, todo con el toque de un dedo. El brazo humano fue su inspiración para la acción, pero Carwardine llevó las cosas un paso más allá al basar la mecánica de la lámpara en el principio de tensión de los músculos en las extremidades. 
En 1932 patentó una luminaria de mesa articulada, la Anglepoise. Este diseño innovador, que permitía regular la posición de la luminaria, se basaba en el principio de tensión constante de los miembros humanos, con muelles que actuaban de un modo muy similar a los músculos. Carwardine equilibró los muelles con pesos mediante un elemento de unión que permitía mantener el peso – y por tanto el brazo – estable en diversas posiciones. Producida por primera vez por el fabricante de muelles inglés Herbert Terry of Redditch, desde 1933 la luminaria Anglepoise tuvo un éxito inmediato. Era útil en oficinas, fábricas y hospitales, así como en los hogares, y se fabricó en grandes cantidades durante más de 50 años. En 1937 su patente fue adquirida por el diseñador de luminarias noruego Jacob Jacobsen (1901-1996), quien se había inspirado en ella para diseñar su exitosa luminaria Luxo L-1 aquel mismo año. La Anglepoise de Carwardine, posteriormente fabricada en Noruega y comercializada bajo un nombre distinto, ejerció una enorme influencia en generaciones posteriores de luminarias de trabajo y sigue siendo fabricada por la misma empresa británica que cuando se lanzó. El hecho de que este clásico siga diseñándose hoy en día demuestra su funcionalidad y su moderna estética atemporal.
Además de la funcionalidad la luminaria Anglepoise tiene la estética industrial de la época de 1930, sin embargo, eso no quiere decir que la lámpara no tiene belleza. Hay elegancia en su cuerpo largo, angosto y angular, y el tono similar al de Bonnet le otorga una extraña y conmovedora postura humana, como una madre que se inclina para atender a sus hijos.